# Elsa Morales
Elsa Morales (Santa Teresa del Tuy, Estado Miranda (Venezuela), 16 de septiembre de 1946-Sabana de Parra, Estado Yaracuy, 3 de marzo de 2007) fue una pintora y poetisa venezolana.

## Trayectoria
Nace en Santa Teresa del Tuy, Estado Miranda, el 16 de septiembre de 1946, donde transcurre su infancia. A comienzos de 1954 se muda a Petare, y más concretamente al Barrio Campo Rico, para trabajar en casas de familia hasta que decide probar suerte como obrera en las fábricas capitalinas. Desde 1960 trabaja en las grandes textilerías en la ciudad de Caracas. 
En 1967 pinta su primer cuadro sin haber estudiado en ninguna academia, ni escuela de artes plásticas. A partir de ese momento comienza su creación pictórica, que fue impulsada por el crítico de arte Francisco Da Antonio a partir de 1969. Este crítico organiza una exposición de sus pinturas en la Galería Arte Industrial (Caracas, 1969) que la da a conocer al mundo artístico y al público en general.
En sus obras muestra la cotidianidad urbana, la ciudad de grandes contrastes donde se manifiesta con su mirada realista las luces de neón, las calles llenas de personas, la agresión policial, el asalto callejero, los ranchos, pero también escenas íntimas y solitarias, así como temas religiosos con Cristos y santos.
Su veta creativa también se desarrolló en la confección de grandes muñecas, confeccionadas en telas. A partir de 1979 Elsa Morales utilizaba soportes de tela y acrílicos en búsqueda de una madurez técnica, pero mantiene sus grandes y medianos formatos. Participó en más de 18 muestras colectivas, 37 individuales, 23 salones y bienales, obteniendo distintos premios y menciones honoríficas. En paralelo a su actividad pictórica publicó poemarios, cuentos y novelas ilustrados por ella misma.
Falleció en Sabana de Parra en el estado Yaracuy el 3 de marzo de 2007 y fue sepultada en el estado Lara.

## Colecciones públicas
- Galería de Arte Nacional, Caracas
- Pinacoteca Municipal del Distrito Federal
- Museo de Arte Popular Salvador Valero, Trujillo
- Museo del Folklore, Caracas
- Museo de Arte Contemporáneo de Caracas
- Museo de Petare, Estado Miranda
- Centro Wifredo Lam, La Habana Cuba
- Fundación Polar, Caracas

## Obra literaria
- 1981 Canto a la muerte de Aquiles Nazoa
- 1985 Cartas a Gerónimo
- 1985 Para leer en el Metro
- 1985 La Serpiente de la fatalidad a una canción desesperada
- 1986 No pinte paredes
- 1990 Poemario de Amor y la Vida[5]

## Reconocimientos
- 1972 Mención Honorífica, XXX Salón Arturo Michelena, Valencia, Estado Carabobo
- 1973 II Premio Bidimensional, Salón Centro Plaza, Caracas
- 1979 Premio Bárbaro Rivas, XXXVII Salón Arturo Michelena, Valencia, Estado Carabobo
- 1981 Mención Honorífica Bárbaro Rivas del Salón de Pintura Ingenua Bárbaro Rivas, Consejo Municipal del Distrito Sucre
- 1982 Premio MACC en el III Salón de Pintura Ingenua de FUNDARTE, Caracas
- 1984 Mención Especial I Bienal de La Habana, Cuba
- 1986 Premio FUNDARTE, VII Salón de Arte Popular, La Guaira
- 1987 Premio Especial de la I Bienal Bárbaro Rivas, Museo de Petare
- 1999 Premio en el I Salón Bigott de Arte Popular, Caracas[5]